# Shahrestān di Sarayan
Lo shahrestān di Sarayan (farsi شهرستان سرایان) è uno degli 11 shahrestān del Khorasan meridionale, il capoluogo è Sarayan, fino a maggio del 2004 faceva parte dello shahrestān di Ferdows.
Lo shahrestān è suddiviso in due circoscrizioni (bakhsh):
- Centrale (بخش مرکزی), con le città di Sarayan e Aysak.
- Sehqaleh (بخش سه‌قلعه), con la città di Sehqaleh.